# Jwok
Jwok ou Juok est un terme qui sert à désigner les puissances surnaturelles et spirituelles (dieu créateur, esprits bénéfiques ou maléfiques, ancêtres divinisés) chez certains peuples nilotiques du Soudan du Sud et de l'Ouganda dont les Shilluk, les Anyuak et les Dinka.

## Shilluk

### Croyances
Dans la croyance traditionnelle du peuple Shilluk, Jwok désigne l'Esprit, l'Être le plus puissant qui soit. Il est perçu comme étant amoral et très éloigné des préoccupations humaines tout en étant présent dans toutes choses de la création (ciel, terre, animaux, esprits) et dans tous les événements qui y ont cours (canicule, tempête, pluie, inondation). Jwok sert ainsi à expliquer tout ce qui est inconnu et inconnaissable. Il est la justification de tous les phénomènes naturels et supernaturels, bon et mauvais. Le peuple Shilluk entre en relation avec Jwok par l'intermédiaire de Nyikang, leur premier roi: « Nyikang est comme Jwok mais Jwok n'est pas Nyikang ». L'esprit de Nyikang se réincarne dans tous les rois Shilluk lors de la cérémonie de l'intronisation ce qui fait que Nyikang transcende le temps, il est le passé, le présent et le futur. Le jour où Nyikang n'existera plus, alors le pays Shilluk n'existera plus. Jwok, Nyikang et le roi Shilluk représentent un linéage à travers lequel gouverne la divinité, analogue à un culte des ancêtres mais où Nyikang est l'ancêtre par excellence, le symbole de la nation. La fonction principale de tout roi Shilluk est de servir d'intermédiaire entre l'humanité et la sphère divine, avec Nyikang en premier lieu et avec Jwok plus secondairement.

### Expressions
Chez les Shilluk, les principales expressions en rapport avec le nom de Jwok sont:
- Jwok: Esprit, nature, puissance cachée, âme, maladie, etc.
- Jwok acwaci: dieu créateur
- Jwok ayim: le dieu protecteur
- Jwok atang: le dieu qui offre
- Jwok loc: le dieu séducteur
- Jwok nam: l'esprit du fleuve (= le Nil Blanc)
- Jwok tim: l'esprit de la savane
- finy da Jwok: célébration rituelle
- wat, pan Jwok: hutte, village de Jwok (le monde de l'au-delà)
- Jwok finy: épithète du demi-dieu Nyikang
- tieng Jwok: les défunts
- jame jwok: choses de dieu (= fertilité des plantes, abondance)

### Prière à Jwok et Nyikang
« Je t'implore, ô Jwok, je t'adresse des prières durant la nuit. Toute personne est entre tes mains, chaque jour ! Quand tu marches au milieu des hautes herbes, je marche avec toi ; quand je dors dans la hutte, je dors avec toi. C'est à toi que je demande de la nourriture, et tu la donnes aux gens, ainsi que l'eau désaltérante ; par toi, mon âme est sauvegardée. Il n'y a rien au-dessus de toi, ô Jwok. Tu devins l'Ancêtre de Nyikango et c'est toi, ô Nyikango qui marche avec Jwok. Tu devins l'Ancêtre de l'homme ainsi que ton fils Dak. Quand la famine sévit, n'est-ce pas toi qui l'a envoyée ? Cette vache qui est ici, n'en va-t-il pas ainsi ? Quand elle meurt, son sang ne va-t-il pas jusqu'à toi ? À part toi Jwok, qui pourrions-nous implorer ? Toi Jwok, toi qui devins Nyikango et son fils Dak ! Mais l'âme de l'homme, n'est-elle pas tienne ? C'est toi qui enlèves le mal. »

— A prayer to God, Diedrich Westermann, 1912.